# استلا ادلر
استلا ادلر (انگلیسی: Stella Adler؛ زاده ۱۰ فوریهٔ ۱۹۰۱ درگذشته ۲۱ دسامبر ۱۹۹۲) یک هنرپیشه و استاد بازیگری اهل ایالات متحده آمریکا بود. وی بین سال‌های ۱۹۱۹ تا ۱۹۵۲ میلادی فعالیت می‌کرد. او یکی از برجسته ترین استادان تئاتر و بازیگری دنیا است. مارلون براندو از معروفترین شاگردان وی است.
استلا آدلر در یکی از محبوب‌ترین خانواده‌های بازیگری در تئاتر “ییدیش” نیویورک زاده شد. او از خردسالی به روی صحنه رفت و ذاتا استعداد بازیگری را به ارث برده بود. او چیزهای زیادی را با تجربه کردن کسب کرد. برای خانواده‌ی آدلر چراغ های صحنه ی نمایش و هیاهوی تماشاچیان، درست به اندازه‌ی روزنامه خواندن و قهوه خوردن برای سایر خانواده‌ها پیش پا افتاده بود.